# Cobitis hangkugensis
Cobitis hangkugensis és una espècie de peix de la família dels cobítids i de l'ordre dels cipriniformes.
És ovípar.
Viu en zones de clima temperat.
Es troba a Corea del Sud.